# Annett Renneberg

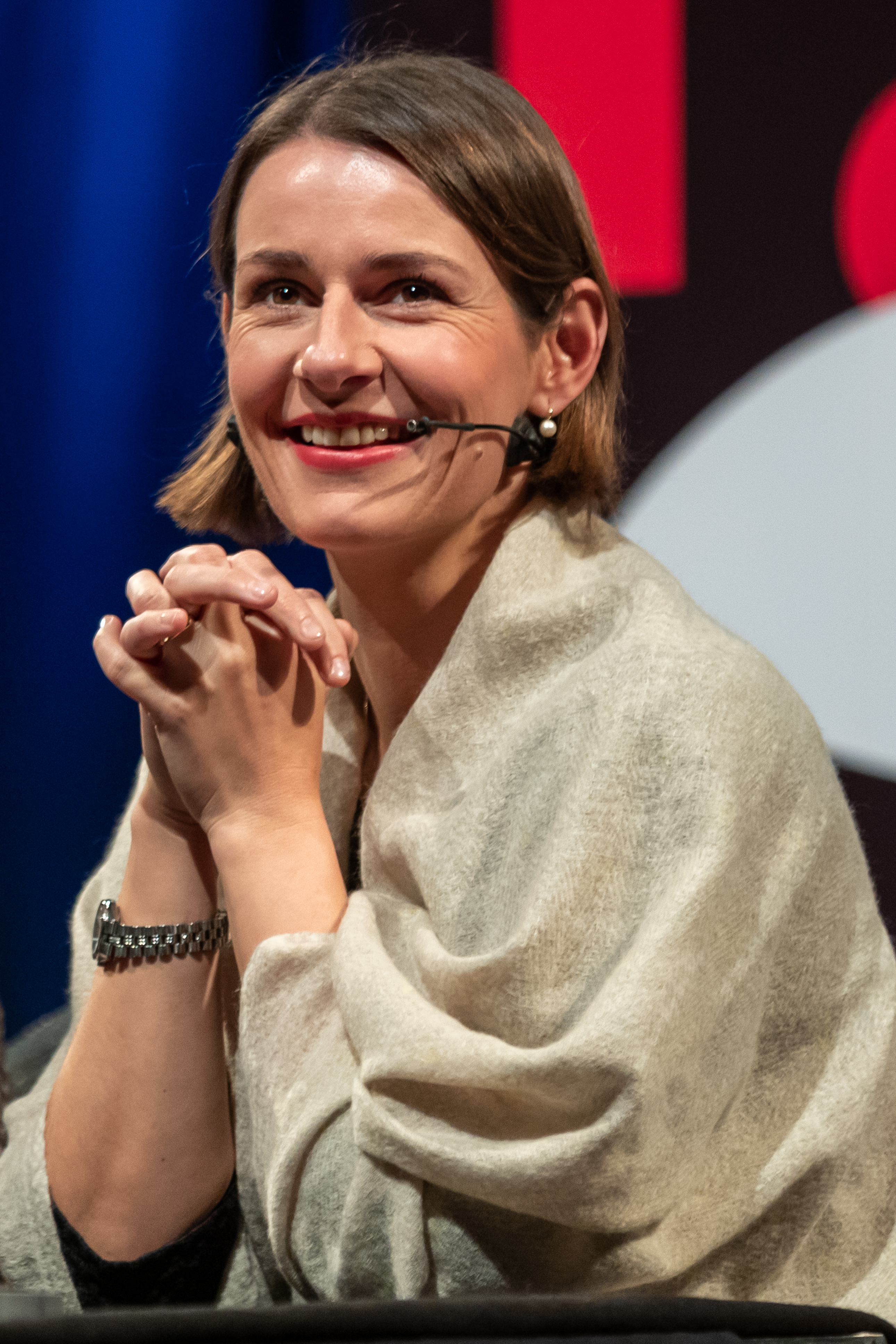
Annett Renneberg (2019)

Annett Renneberg (* 16. März 1978 in Rudolstadt) ist eine deutsche Schauspielerin. Einem breiten Fernsehpublikum wurde sie mit ihrer Rolle der Signorina Elettra Zorzi in den Verfilmungen der Donna-Leon-Romane Commissario Brunetti, die sie von 2000 bis 2019 verkörperte, bekannt.

## Leben

### Privates und Ausbildung
Renneberg wurde in Thüringen geboren und lebte ab dem zweiten Lebensjahr in Ost-Berlin, wo sie später ein Gymnasium besuchte. Neben der Schule erhielt sie Unterricht in Gesang, Klavier und Akkordeon, früh stand der Berufswunsch Opernsängerin fest. Von 1991 bis 1997 erhielt sie eine Gesangsausbildung.
Annett Renneberg lebt mit ihrem Mann und zwei Söhnen auf einem Bauernhof in der Müritz-Region im Bundesland Mecklenburg-Vorpommern.

### Theater

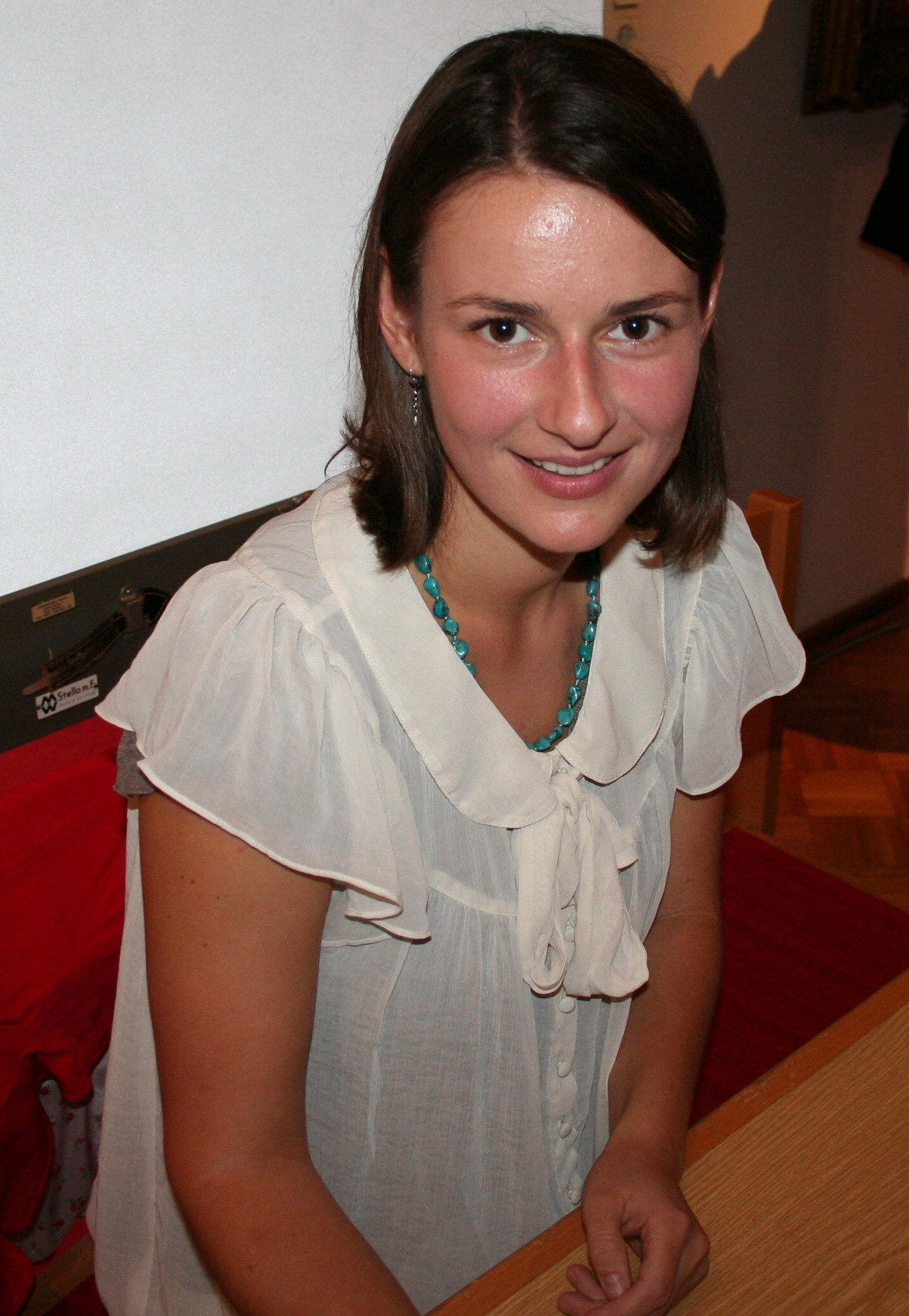
Annett Renneberg (2008)

Nach dem Abitur 1997 wollte Renneberg Operngesang studieren, erhielt stattdessen aber von Regisseur Peter Zadek das Angebot, eine Sprech- und Gesangsrolle in seiner Inszenierung von Aufstieg und Fall der Stadt Mahagonny bei den Salzburger Festspielen zu übernehmen. Annett Renneberg entdeckte ihre Liebe zum Theater und weitere Bühnenengagements folgten in den nächsten Jahren, hauptsächlich Arbeiten zusammen mit Peter Zadek.
Renneberg tritt mit eigenen Bühnenprogrammen auf; sie singt, rezitiert und musiziert mit verschiedenen Künstlern. Seit 2007 begleitet sie die Schriftstellerin Donna Leon auf deren Lesereisen in Deutschland und liest und moderiert die Abende. 2016 übernahm sie anstelle von Johanna Wokalek die Rolle der Königin der Nacht in dem Stück Der Ignorant und der Wahnsinnige von Thomas Bernhard bei den Salzburger Festspielen.

### Film und Fernsehen
Im Jahr 1991 wurde Renneberg bei einem Casting von Regisseur Rainer Behrend entdeckt und erhielt die Hauptrolle der Antje Berger im 1992 erschienenen Kriminalfilm Die Brut der schönen Seele. 1997 wurde sie von Manuel Siebenmann an der Seite von Susanne Lothar und Ulrich Tukur in dem Fernsehdrama Blutige Scheidung – Mein Mann läuft Amok als Kerstin in einer der Hauptrollen besetzt. Im selben Jahr spielte sie in der Titelrolle des Fernsehfilms Maja und wurde für ihre schauspielerische Leistung für den Telestar nominiert. Marek Gierszał besetzte sie 2001 in seinem Liebesdrama Engel sucht Flügel als 20-jährige Russin Maria neben Julian Weigend und Christoph Waltz in einer weiteren Hauptrolle. Im Zweiteiler Der blaue Vogel (2001/2002) der Filmreihe Utta Danella spielte sie die Hauptfigur der jungen Christine Kamphoven. Bei der Verleihung der Goldenen Kamera 2002 erhielt sie die Lilli-Palmer-Gedächtniskamera als beste Nachwuchsschauspielerin. 2003 übernahm sie in Urs Eggers Berlin – Eine Stadt sucht den Mörder die Hauptrolle der Fotografin Lena Schumann. 2005 wurde Renneberg für den Deutschen Filmpreis für ihre Hauptrolle der Anja in dem Psychothriller Devot vornominiert. Im zweiten Teil des Mehrteilers Die Wölfe (2009) spielte sie unter Regisseur Friedemann Fromm die junge Lotte, ein Mitglied einer Berliner Jugendbande in der Zeit der Berlin-Blockade. Ebenfalls 2009 übernahm sie in dem ZDF-Dokudrama Der Mann aus der Pfalz die Rolle der Juliane Weber, die Büroleiterin des deutschen Bundeskanzlers Helmut Kohl.
Einem breiteren Fernsehpublikum wurde Renneberg mit ihrer Rolle der Signorina Elettra Zorzi in den Verfilmungen der Donna-Leon-Romane Commissario Brunetti, die sie von 2000 bis 2019 verkörperte, bekannt. Von der 4. Staffel (2009) bis zur 6. Staffel (2012) gehörte sie als Kriminaloberkommissarin Catharina Brandt in der ZDF-Serie Kommissar Stolberg zur Stammbesetzung. Seit Mai 2017 spielt sie in der ARD-Krankenhausserie In aller Freundschaft die Rolle der Herz- und Thoraxchirurgin Prof. Dr. Maria Weber.
Neben festen Serienrollen übernimmt Renneberg auch regelmäßig Gastrollen in Formaten wie Evelyn Hamanns Geschichten aus dem Leben, Kommissar Rex, Im Visier der Zielfahnder, Ein starkes Team, Der letzte Zeuge, Helen Dorn und ab 2001 wiederholt im Tatort.

## Theatrografie
- 1998: Aufstieg und Fall der Stadt Mahagonny von Bertolt Brecht, Rolle: Erzähler und Mädchen – Regie: Peter Zadek, Salzburger Festspiele
- 1999–2006: Hamlet von William Shakespeare, Rolle: Ophelia und Fortinbras – Regie: Peter Zadek, Wiener Festwochen
- 2004–2005: Lina von Markus Hille, Rolle: Lina – Regie: Uwe Eric Laufenberg, Uraufführung, Hans Otto Theater Potsdam
- 2004–2008: Peer Gynt von Henrik Ibsen, Rolle: Solveig – Regie: Peter Zadek, Berliner Ensemble
- 2008: Nackt von Luigi Pirandello, Rolle: Ersilia – Regie: Peter Zadek, dt. Uraufführung, St.-Pauli-Theater Hamburg
- 2008: Siegfrieds Frauen und Die letzten Tage von Burgund, Rolle: Kriemhild – Regie: Dieter Wedel, Nibelungenfestspiele in Worms
- 2016/17: Der Ignorant und der Wahnsinnige von Thomas Bernhard, Rolle: Königin der Nacht – Regie: Gerd Heinz, Salzburger Festspiele, Burgtheater

## Filmografie

### Filme
- 1992: Die Brut der schönen Seele
- 1997: Die Musterknaben – Der Film
- 1997: Blutige Scheidung – Mein Mann läuft Amok
- 1997: Maja
- 1998: Das Böse
- 1998: Francis
- 1999: Hinter dem Regenbogen
- 2000: Models
- 2000: Der Atemkünstler (Kurzfilm)
- 2001: Liebe, Tod und viele Kalorien
- 2001: Engel sucht Flügel
- 2001: Die Wunde
- 2002: Kolle – Ein Leben für Liebe und Sex
- 2003: Devot
- 2003: Befreite Zone
- 2003: Ehespiele
- 2003: Berlin – Eine Stadt sucht den Mörder
- 2004: Nach Freiheit
- 2004: Schatten (Kurzfilm)
- 2004: Erbsen auf halb 6
- 2004: 9'45' Marie (Kurzfilm)
- 2004: Am Ende eines Tages (Kurzfilm)
- 2007: Reife Leistung!
- 2007: Phantomschmerz (Kurzfilm)
- 2009: Die Wölfe (Dreiteiler)
- 2009: Der Mann aus der Pfalz
- 2009: Rahel – Eine preußische Affäre
- 2015: Blauwasserleben
- 2018: Zwei Herzen (Serienspecial von In aller Freundschaft)

### Fernsehserien und -reihen
- 1994: Evelyn Hamanns Geschichten aus dem Leben (Folge: Der Sonntagsausflug)
- 1995: Freunde fürs Leben (Folge: Engelhaar)
- 1997: Die Kids von Berlin (Folge: Der verlorene Sohn)
- 1997–2005: Ein Fall für zwei (verschiedene Rollen, 2 Folgen)
- 1998–2007: Der Alte (verschiedene Rollen, 4 Folgen)
- 1999: Kommissar Rex (Folge: Der Verlierer)
- 1999: Balko (Folge: Verkaufte Unschuld)
- 2000–2019: Donna Leon (Fernsehreihe, 26 Folgen)
- 2000: HeliCops – Einsatz über Berlin (Folge: Verschwundene Kinder)
- 2001: Zwei Brüder (Folge: Abschied)
- 2001: Tatort – Der Präsident (Fernsehreihe)
- 2001, 2002: Utta Danella – Der blaue Vogel (Fernsehreihe, Zweiteiler)
- 2002: Im Visier der Zielfahnder (Folge: Jagdsaison)
- 2003: Ein starkes Team: Kollege Mörder (Fernsehreihe)
- 2003–2006: Die Cleveren (3 Folgen)
- 2003: Der letzte Zeuge (Folge: Haut aus Eisen)
- 2004: Siska (Folge: Solange das Herz schlägt)
- 2004: Stefanie – Eine Frau startet durch (Folge: Zeit zu leben)
- 2005: Unter weißen Segeln – Odyssee der Herzen (Fernsehreihe)
- 2005: Tatort – Rache-Engel (Fernsehreihe)
- 2006: Tatort – Unter Kontrolle (Fernsehreihe)
- 2006: Tatort – Feuerkämpfer (Fernsehreihe)
- 2006: Typisch Sophie (Folge: Ritterspiele)
- 2009–2012: Kommissar Stolberg (21 Folgen)
- 2010: Unter anderen Umständen: Tod im Kloster (Fernsehreihe)
- 2016: Notruf Hafenkante (Folge: Klassentreffen)
- seit 2017: In aller Freundschaft (Hauptrolle als Dr. Maria Weber)
- 2018–2021: In aller Freundschaft – Die jungen Ärzte (3 Folgen als Dr. Maria Weber)
- 2018: SOKO Stuttgart (Folge: Alles hat ein Ende)
- 2022: Helen Dorn – Das rote Tuch (Fernsehreihe)

## Auszeichnungen
- 1997: Nominierung für den Telestar (Beste Darstellerin in einem Fernsehspiel) für Maja
- 2002: Lilli-Palmer-Gedächtniskamera (Beste Nachwuchsdarstellerin)
- 2009: International Emmy Award in der Kategorie TV-Movie/Mini-Series: Die Wölfe (Hauptrolle Lotte)